# Pyrex

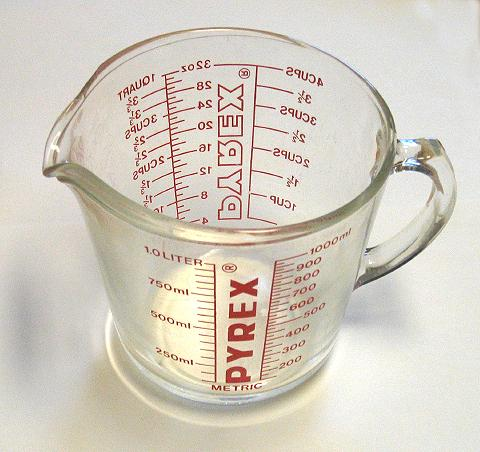
Naczynie z podziałką wykonane ze szkła Pyrex

Pyrex – znak towarowy firmy Corning Incorporated, często używany jako ogólna nazwa szkła borowo-krzemowego, zawierającego około 8% tlenku boru i 85% tlenku krzemu. Z pyrexu wyrabia się szkło laboratoryjne charakteryzujące się wysoką (ale mniejszą niż szkło kwarcowe, na przykład Vycor) odpornością na szok termiczny.
Po raz pierwszy został wyprodukowany w roku 1915.
Wykonano z niego, między innymi, zwierciadło starego 5-metrowego Teleskopu Hale w Obserwatorium Mount Palomar.

## Skład pierwiastkowy
54% tlen, 38% krzem, 4% bor, 3% sód, 1% glin, 0,3% potas